# Lilanopping
Lilanopping (Entoloma euchroum) är en svampart som först beskrevs av Christiaan Hendrik Persoon, och fick sitt nu gällande namn av Donk 1949. Lilanopping ingår i släktet Entoloma och familjen Entolomataceae. Inga underarter finns listade i Catalogue of Life.

## Beskrivning
Lilanoppingen är en liten hattsvamp med en hatt som är 2 till 5 cm i diameter, samt en smal fot med en höjd på 1 till 8 cm och en diameter på 3 till 9 mm. Både hatt och fot är silvergrå till gråvioletta som unga, brunaktiga som äldre. Lamellerna är blåvioletta och svagt nedåtlöpande med skära sporer.

## Utbredning
Utbredningsområdet utgörs av stora delar av Europa från Västeuropa över Centraleuropa till västra Östeuropa, samt en del fynd i östra Nordamerika.
I Sverige finns lilanoppingen huvudsakligen i Götaland och Svealand, men enstaka fynd har gjorts så långt norrut som Medelpad och Lycksele lappmark i södra Lappland. Arten är inte rödlistad, utan klassificerad som livskraftig (LC).
I Finland, där arten är rödlistad som sårbar (VU), finns den bara längst i sydväst, från Åland till Nyland.

## Ekologi
Arten förekommer framför allt i alkärr, men även i mindre grad i hagar och annan, fuktig lövskog med björk, ask och hassel under sommaren och hösten. Arten växer främst på liggande, murkna trädgrenar, men även på stående, döda träd och i undantagsfall även på levande alar.